# 1820 Lohmann
1820 Lohmann (1949 PO) là một tiểu hành tinh vành đai chính được phát hiện ngày 2 tháng 8 năm 1949 bởi Karl Reinmuth ở Heidelberg.